# Space Siege
Space Siege is een actierollenspel ontwikkeld door Gas Powered Games en uitgegeven door Sega in augustus 2008.

## Overzicht
Het spel speelt zich af op een kolonisatieruimteschip in de 22e eeuw dat aangevallen wordt door een buitenaards ras, de Kerak. De speler dient deze wezens te bestrijden en kan hierbij gebruikmaken van allerlei speciale aanvallen en cybernetische technologieën. Walker wordt geassisteerd door HR-V, een robot. De titel is een speling op Dungeon Siege, eveneens een spel van Gas Powered Games. Space Siege wordt ook gezien als opvolger van dit spel.
Seth Walker is het hoofdpersonage en gaandeweg heeft de speler de keuze om allerlei componenten aan hem toe te voegen aan om hem zo een cyborg te laten worden. De keuzes die de speler maakt beïnvloeden het verloop en afloop van het spel. Voorbeeld hiervan zijn de manier waarop de speler tegen de Kerak strijdt en of de speler er wel of niet voor kiest om cybernetische technologieën te gebruiken.
Het spel wordt in de derde persoon gespeeld en Seth Walker maakt geen deel uit van een groep (party) zoals in andere role-playing games. Hij kan speciale aanvallen doen die gebruiken maken van energie; deze energie wordt bijgevuld als hij tegenstanders doodt. Daarnaast kan hij op bepaalde plekken upgrades uitvoeren en items maken met behulp van gevonden materialen. Op andere plekken kan hij nieuwe cybernetische technologieën toevoegen aan zijn lichaam.

## Ontvangst
| Beoordeeld door                | Datum             | Score |
| ------------------------------ | ----------------- | ----- |
| G4 TV: X-Play                  | 13 augustus 2008  | 80%   |
| Jolt (GB)                      | 22 augustus 2008  | 73%   |
| Fragland.net                   | 20 september 2008 | 64%   |
| ActionTrip                     | 27 augustus 2008  | 58%   |
| Game Informer Magazine         | oktober 2008      | 55%   |
| GameSpot (Belgium/Netherlands) | 28 augustus 2008  | 54%   |
| GameSpy                        | 14 augustus 2008  | 50%   |
| GameSpot                       | 26 augustus 2008  | 50%   |
| RPGWatch                       | 9 september 2008  | 40%   |
| Eurogamer.fr                   | 29 september 2008 | 20%   |